# Бобринка (Омская область)
Бобринка — село в Нововаршавском районе Омской области России. Административный центр Бобринского сельского поселения.

## История
Основано в 1906 году. В 1928 году состояло из 133 хозяйств, основное население — украинцы. Центр Бобринского сельсовета Уральского района Омского округа Сибирского края.

## Население
| 1926 | 2010  |
| ---- | ----- |
| 673  | ↗1180 |